# 空明堂信之
空明堂 信之（くうめいどう のぶゆき、生没年不詳）とは、江戸時代の浮世絵師。

## 来歴
師系・経歴は一切不明。懐月堂派の画風で描いた肉筆美人画が2点知られるのみで、正徳から享保の頃にかけての人物とされている。

## 作品
- 「髪梳き立美人図」　紙本着色　東京国立博物館所蔵　※「日本戯畫　空明堂圖」の落款、白文方印あり。『増訂浮世絵』に記す「帝室博物館所蔵の美人画」にあたる。
- 「二美人図」　絹本着色　※「信之圖」の落款、「信之」の朱文瓢形印あり